# Rancho la Loma
Rancho la Loma är en ort i Mexiko, tillhörande kommunen Calimaya i delstaten Mexiko, i den centrala delen av landet. Orten hade 154 invånare vid folkräkningen 2010.